# Sweet Home Verona
Sweet Home Verona es el nombre del primer álbum en vivo del dueto pop Sonohra grabado el 6 de septiembre de 2008 en el Teatro Romano de Verona. La obra publicada el 28 de noviembre de 2008 contiene las canciones del álbum Liberi da sempre en versión acústica, y ha obtenido el disco de platino por sus ventas en Italia. Está disponible en formato CD, DVD Y CD+DVD.
Las versiones presentes en el CD son: The Thrill Is Gone de B.B. King, Sultans of Swing de Dire Straits, Livin' on a Prayer de Bon Jovi, Crying at the discoteque de Alcázar y Sweet Home Chicago de Robert Johnson. Y además se incluye la versión en inglés de Love Show (Besos fáciles) Love is here.

## Lista de canciones
CD
1. Liberi da sempre
2. Love show
3. Sono io
4. L’immagine
5. Cinquemila mini mani
6. I believe
7. English dance
8. So la donna che sei
9. L’amore
10. The thrill is gone
11. Io e te
12. Salvami

DVD
1. Liberi da sempre
2. Love show
3. Sono io
4. L’immagine
5. Cinquemila mini mani
6. Sweet home Chicago
7. I believe
8. English dance
9. Living on a prayer
10. So la donna che sei
11. L’amore
12. Sultans of swing
13. The thrill is gone
14. Io e te
15. Crying at the discoteque
16. Love is here
17. Salvami